# Jakováli Hasszán dzsámija
Jakováli Hasszán dzsámija Magyarország egyik legjobb állapotában fennmaradt török építészeti emléke Pécsett, az egyetlen, amelynél a dzsámi és a hozzá csatlakozó karcsú minaret majdnem változatlanul őrizte meg az eredeti tömegcsoportot. Evlija Cselebi leírásából tudjuk, hogy Jakováli Hasszán pasa építtette, feltehetően a 16. század második felében, akkor, amikor Pécs többi jelentős török épülete, közöttük Gázi Kászim pasa dzsámija is készült.

## Építészet

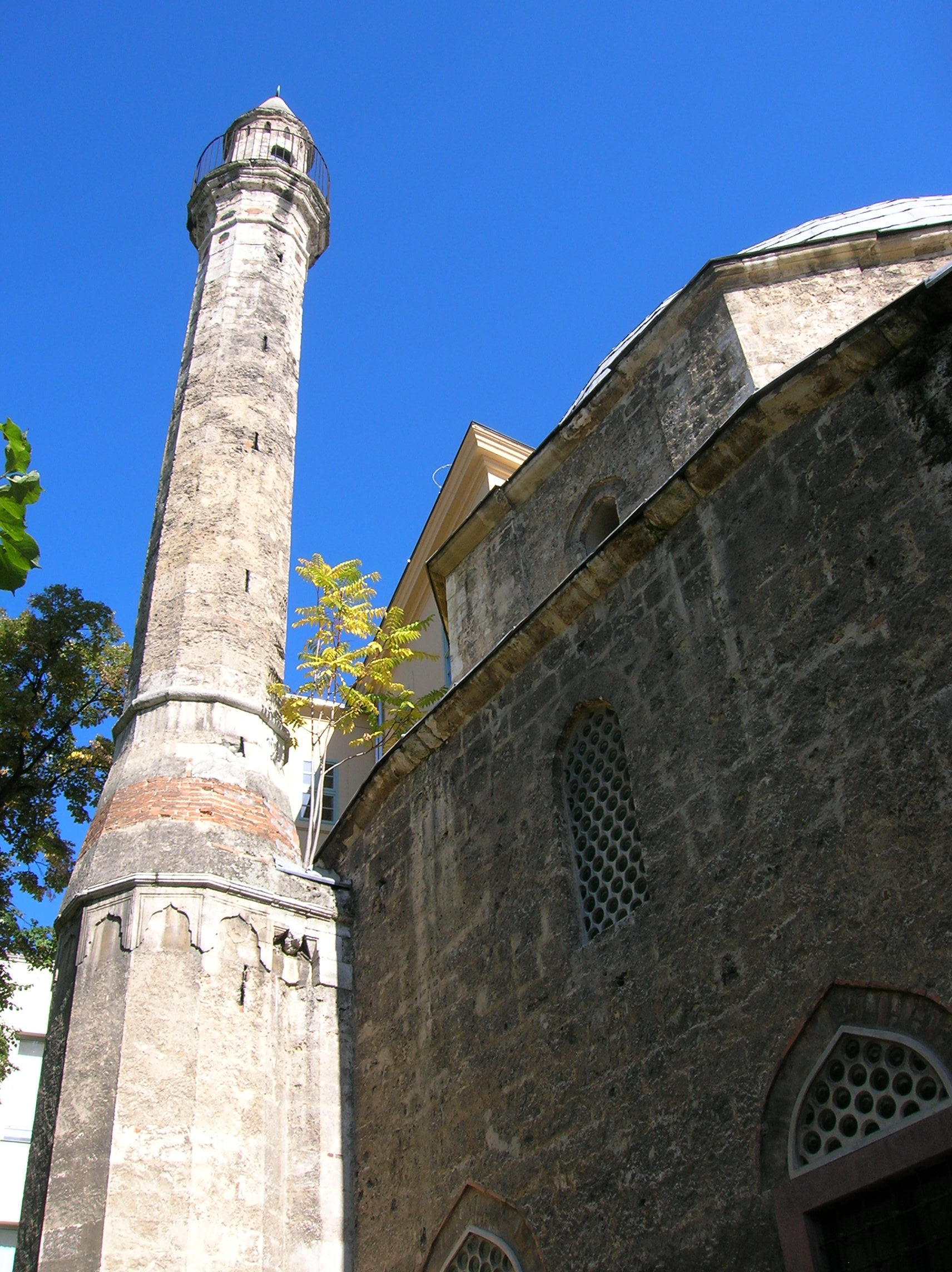
A minaret

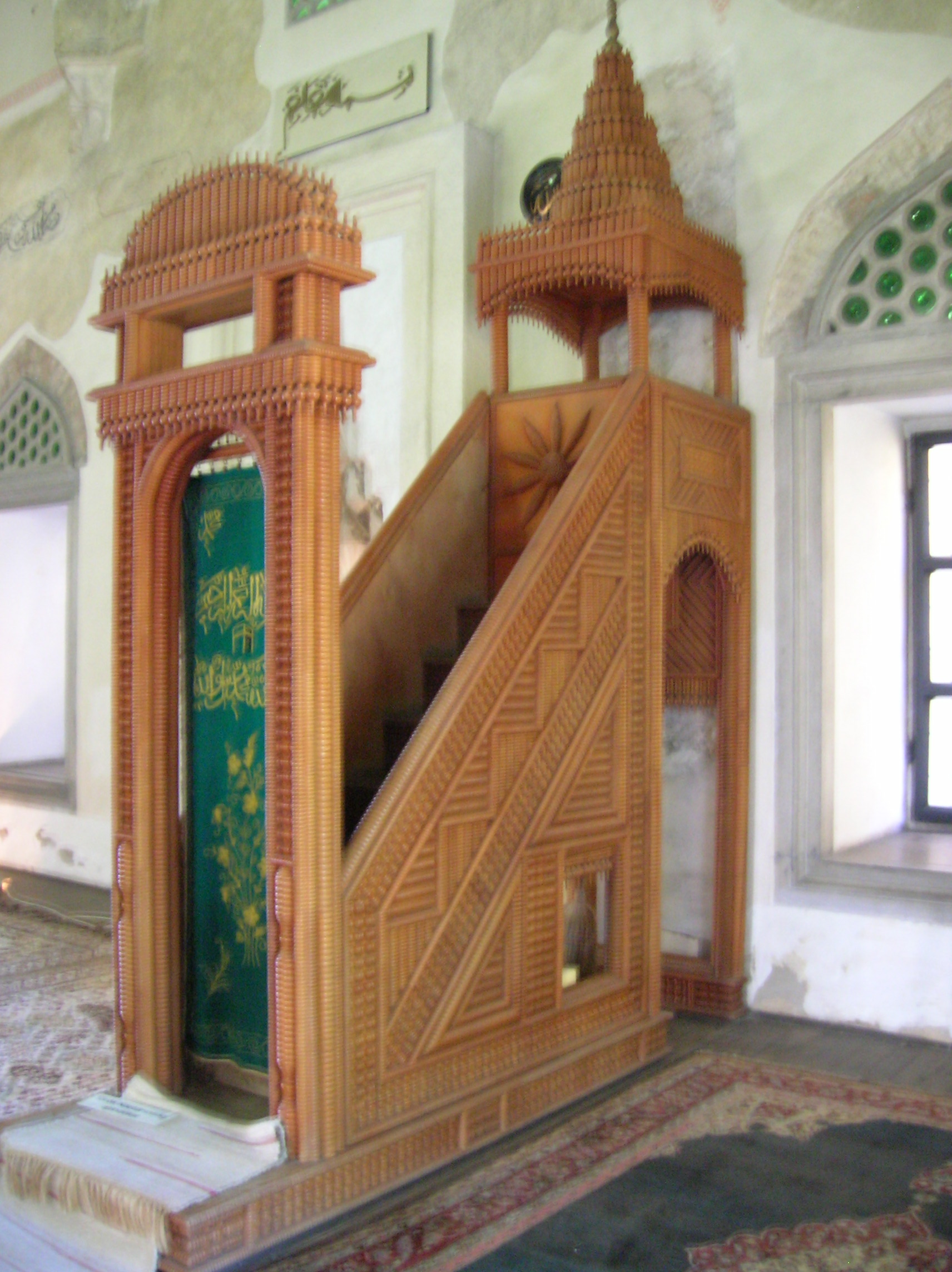
Minbar (szószék)

Jakováli Hasszán dzsámija e török templomtípus hagyományos elrendezését követi. Mekkára van tájolva, tengelye tehát északnyugat-délkeleti. A négyzetes alaprajznak megfelelően tömege egyszerű, tagolatlan négyszöghasáb, amelyet alacsony, nyolcszög alakú tambur vezet át az enyhén ívelő kupolába. Északnyugati oldalához egykor négyoszlopos, kupolasorral fedett, nyitott előcsarnok csatlakozott, s mellette, a nyugati sarkon a minaret. Jelenlegi berendezésével – mely a török kormány ajándéka – imaházként is szolgál, valamint török történeti és művészeti tárgyak kiállítóhelye.
A dzsámi belsejéből közelíthető meg a minaret bejárata, ahová újkeletű falépcső vezet. A faragott kövekből épített tizenkétszög alaprajzú torony 6,5 méter magas tömör lábazaton áll. amelyet finom párkány zár le. A párkány alatt vakívek sora fut. Felette csonkakúp alakú épületrész emelkedik; felső része már elválik a dzsámi falától. A tulajdonképpeni 14,5 méter magas tornyot enyhén ívelt vájatok teszik karcsúbbá, alul és felül pedig hengeres pálcákból álló sor fut körül rajta. A torony belsejéből 87 lépcsőfok visz a 22,5 méter magas körerkélyre. Az erkélyt valaha kőkorlát díszítette; vallási ünnepeken olajmécsesekkel világították meg. A minaret statikailag leromlott állapotban van, így nem látogatható.
A dzsámi előtt áll 2016 óta Ibrahim Pecsevi török történetíró bronzszobra.

## Történelem
A város visszafoglalása után Jakováli Hasszán dzsámija is a többi török emlék sorsára jutott, bár az átépítések időszakát viszonylag szerencsésen vészelte át. 1702–1732-ig Nesselrode Ferenc Vilmos pécsi püspök Nepomuki Szent Jánosról elnevezett kórházkápolnává alakította át. Addigi tetőzetét mozgalmasabb vonalvezetésű barokk sisakkal cserélték ki, s belsejébe a tér hatását alapvetően megváltoztató énekkarzatot építettek. Ugyancsak Nesselrode püspök idejében bontották el az előcsarnokot, amikor a kórház földszinti részét építették. A minaretet ekkor harangtoronyként használták, s egy 18. századi festmény mutatja, hogy a körerkély fölötti, lepusztult részét nyitott haranglábbal pótolták. Az erkély fölött a mai koronázórész a 19. században készült.
A dzsámit először az 1960-as években restaurálták, Gerő Győző kutatómunkája és Ferenczi Károly tervei alapján. A barokk beépítésektől megtisztított belső teret eredeti formáiba állították vissza. Az északnyugati oldal finoman megmunkált, sztalaktitdíszes oromzatban záródó kapujának, s vele szemben a mihráb fülkének kiegészítéséhez a helyszínen talált részletek adtak kielégítő támpontot. Másodszor a 2000-es évek végén az EKF-projekt keretein belül újították fel; 2010. május 22. óta (több éves zárva tartás után) ismét látogatható.

## Vallás
A mecset a pénteki imák idején, valamint Ramadán hónapban van nyitva vallási célból. A pécsi iszlám közösség a Magyarországi Muszlimok Egyházához tartozik.

## Kiállítás
A dzsámi északi oldalához közvetlenül hozzáépült a kórház épülete. A dzsámiba az épületről leválasztott teremből lehet bejutni. Az előtérben az 1960-70-es években végzett feltárások során előkerült a derviskolostor falainak nyomvonala. Jelenleg is ki vannak állítva korabeli oszlopok, ám azok a Gázi Kászim pasa dzsámijából kerültek ide. Időszaki kiállításként a tükörteremben az iszlám öt pillérének bemutatása látható.

## Jakováli Hasszán pasa
Jakováli Hasszán kanizsai pasa volt, majd boszniai bejler-bej lett belőle; őt magát nagyszülei kötötték Pécshez, apai nagyapja Memi pasa, kinek fürdője és dzsámija a közelben állt. Előneve Jakova városára utal, melyből kettő is létezett, így a pasa feltehetően a mai Koszovó területén található Gjakova (Đakovica), vagy a Pécstől nem messzi, Horvátországi Diakovár (Đakovo) városából származott.

## Galéria

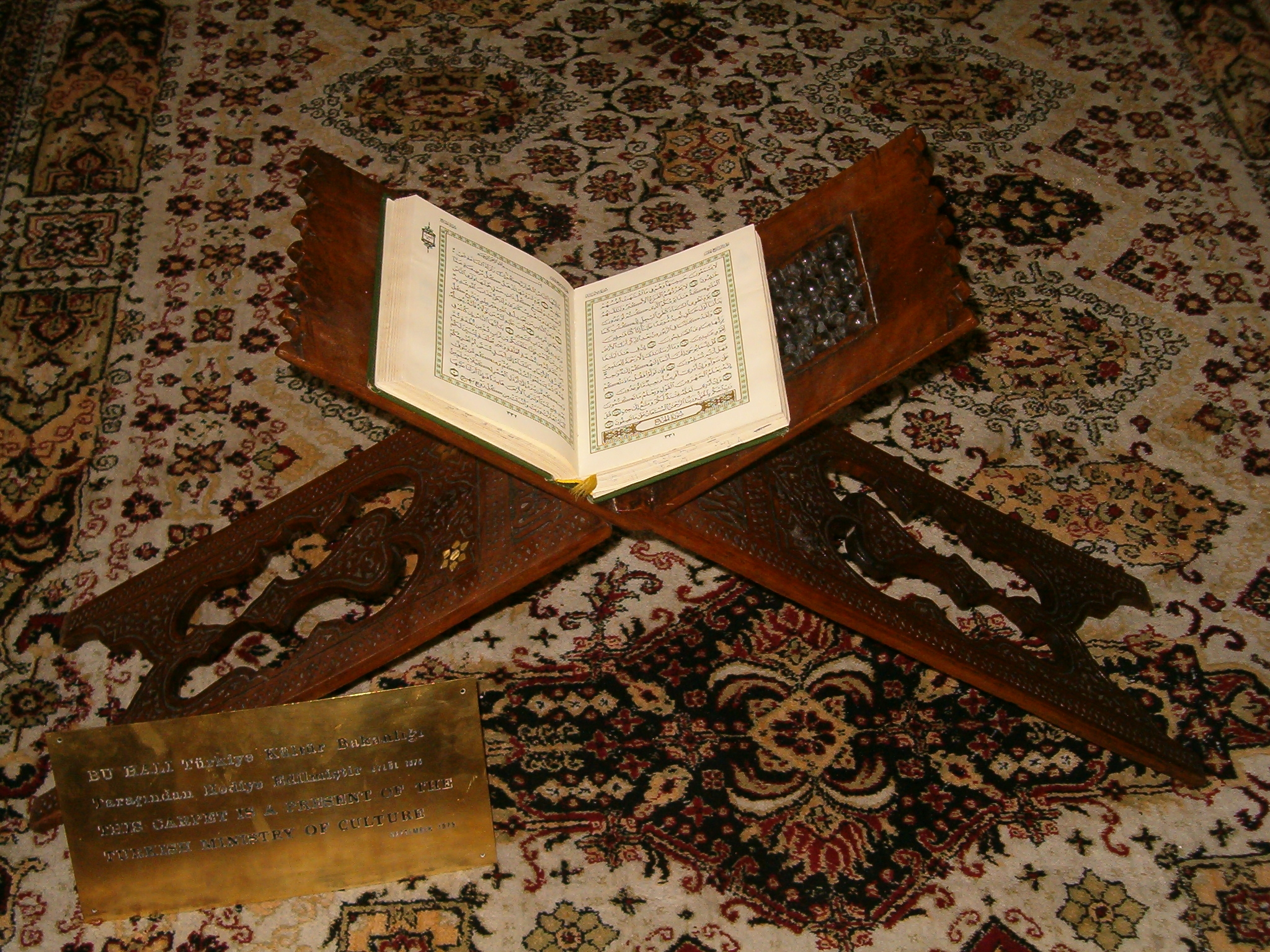
Korán a dzsámiban
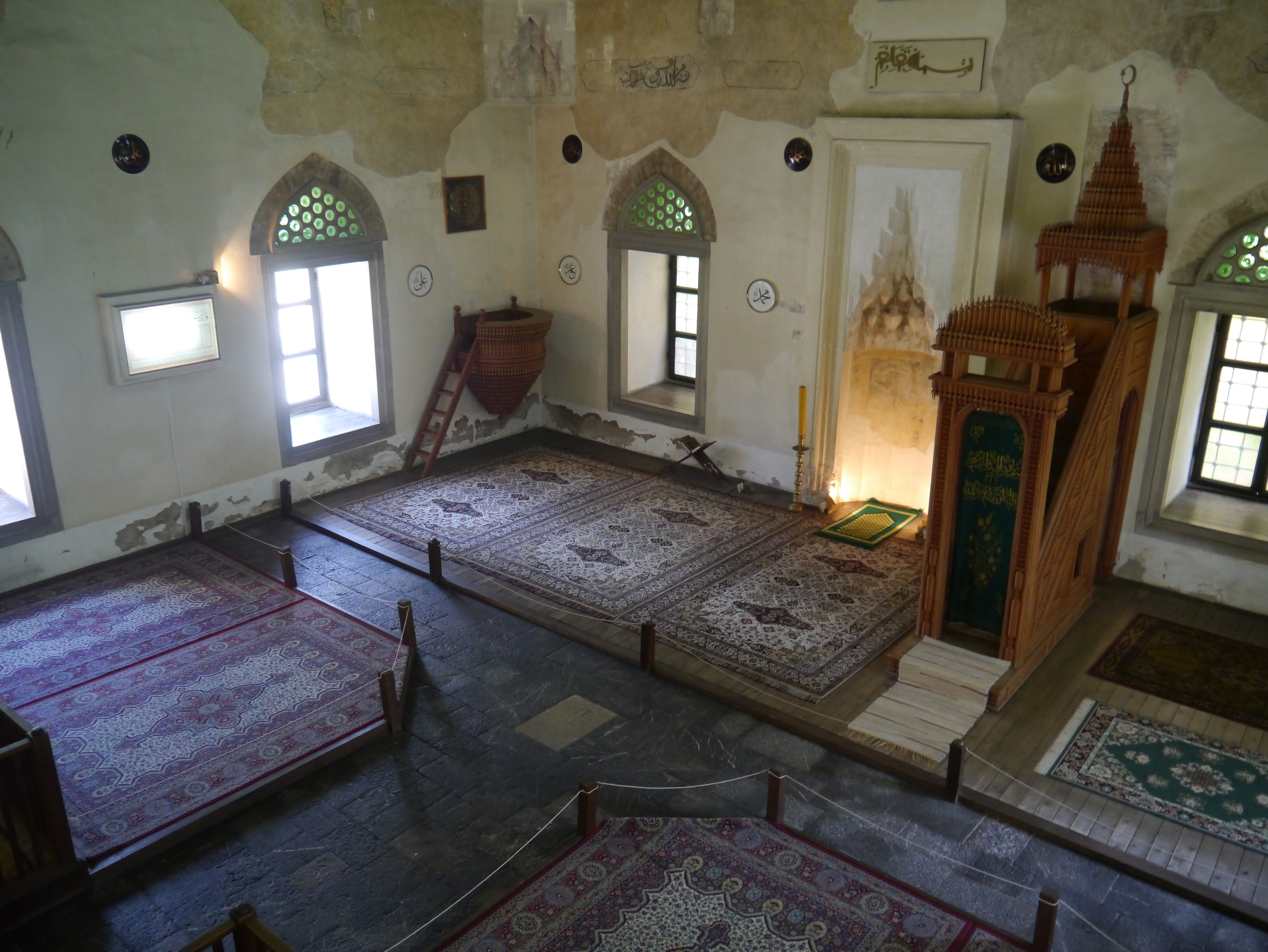
Imaterem
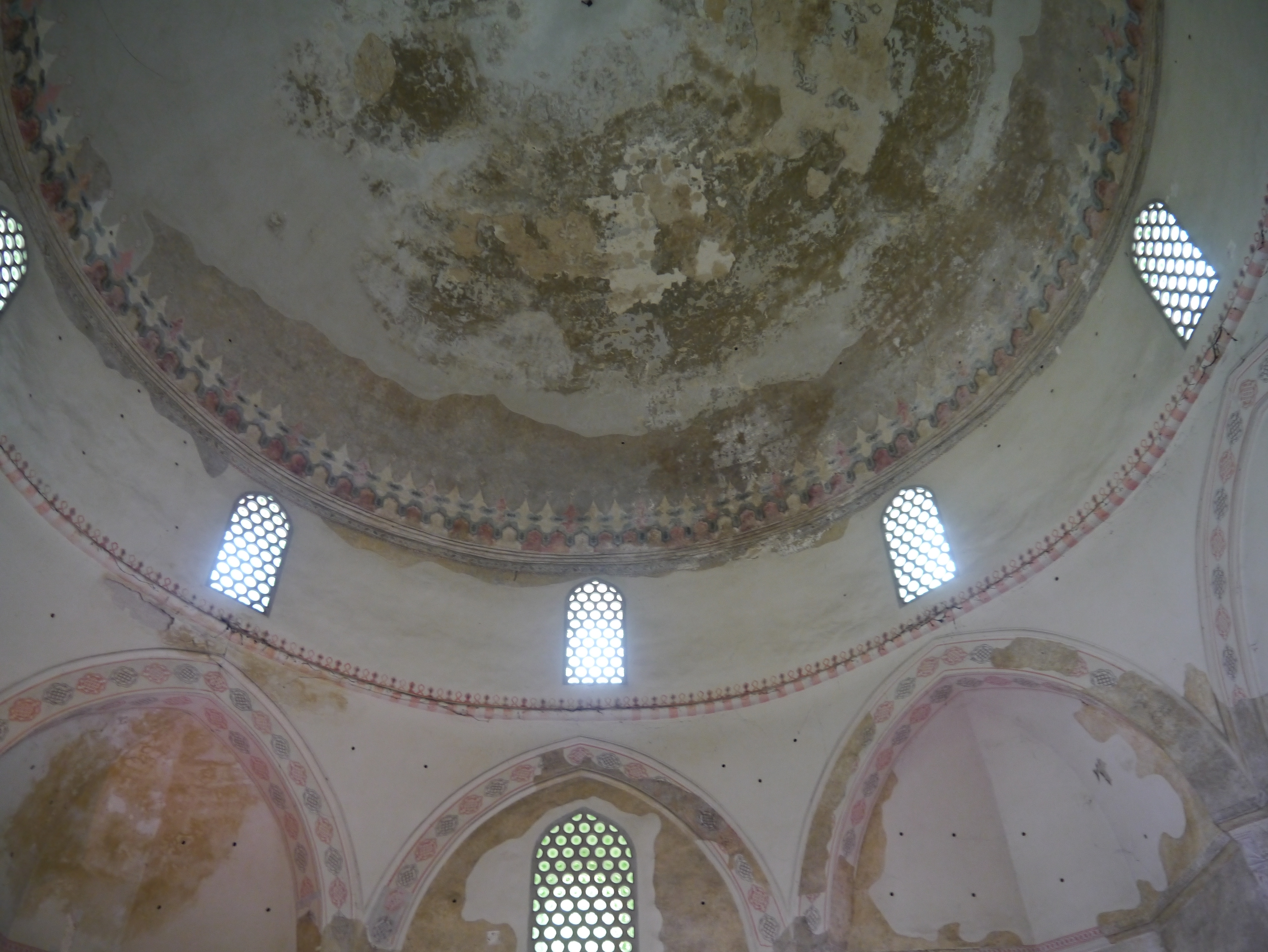
A kupola belülről
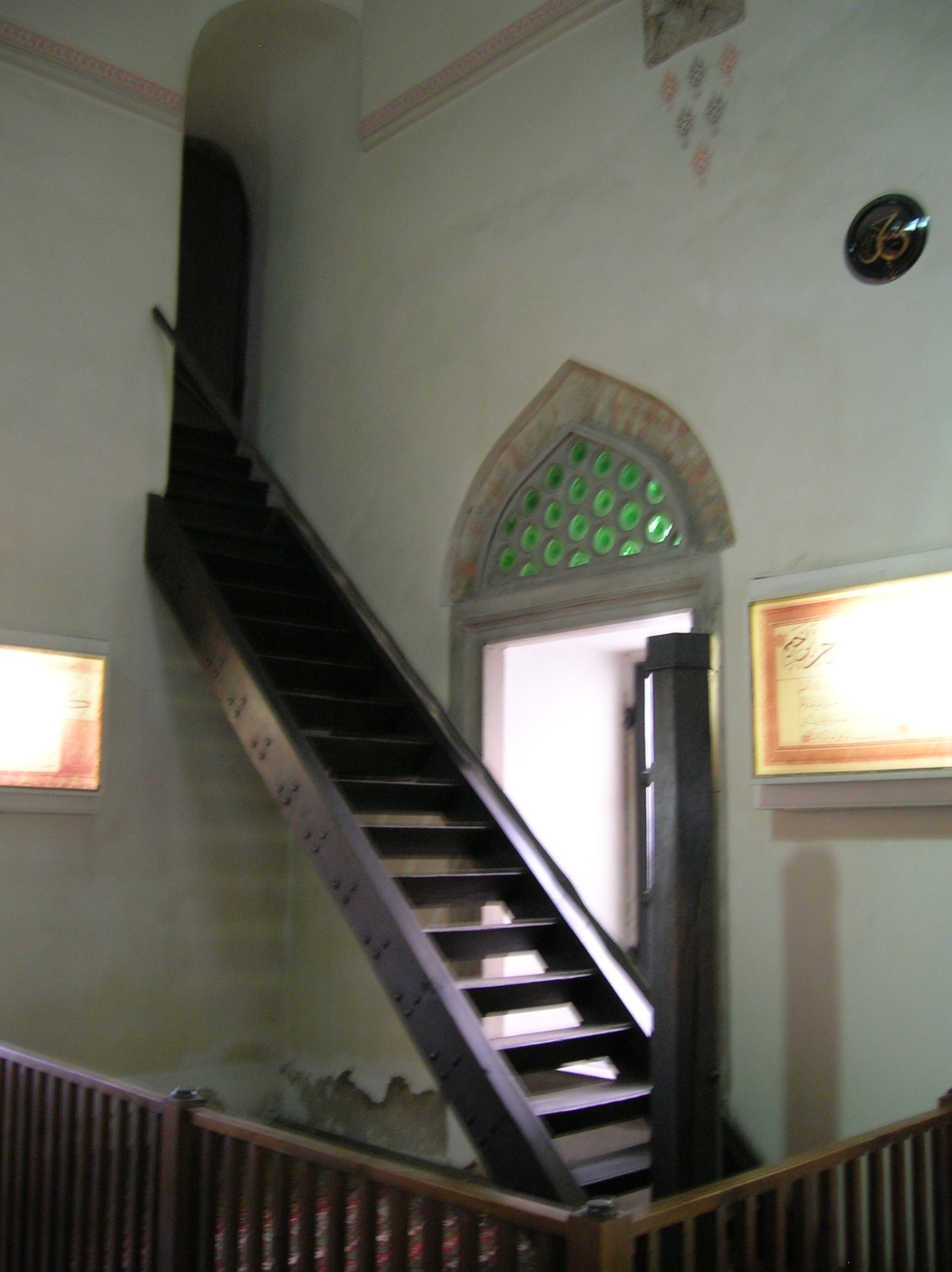
A minaretbe vezető lépcső

## Vonatkozó szócikkek
- Török-iszlám építészet Magyarországon